# Event '76
Event '76 è un album dal vivo del gruppo italiano Area pubblicato nel 1979 dalla Cramps Records.
È l'ultima opera del gruppo con il chitarrista Paolo Tofani, che lascerà il gruppo alla fine del 1977.
L'album uscirà quasi tre anni dopo la registrazione, poco prima della morte di Demetrio Stratos per aplasia midollare.

## Registrazione
Event '76 è stato registrato dal vivo nell'aula magna dell'Università Statale di Milano il 27 ottobre del 1976.
Il bassista Ares Tavolazzi e il batterista Giulio Capiozzo non hanno partecipato alla performance perché impegnati in studio ed in tournée con altri artisti: pur restando membri convinti degli Area, entrambi nel 1976 hanno dovuto rinunciare alle sedute di incisione dell'album "Maledetti" ed al concerto alla Statale (tra gli altri) per motivi puramente economici, non potendo i magri guadagni del gruppo e la crisi incombente sulla Cramps Records assicurare in quel momento la stabilità finanziaria delle loro famiglie.
Il percussionista Paul Lytton ed il sassofonista Steve Lacy partecipano invece al concerto, affiancando gli Area come nell'album Maledetti (maudits).
Un estratto di due minuti dalle interviste del giornalista musicale Massimo Villa ai membri degli Area, registrate nell'intervallo della performance e dopo il concerto, è stato pubblicato come bonus track sulla ristampa di Maledetti (maudits) edita dalla Akarma.

## Contenuto
L'album è occupato quasi per intero dal brano Caos (parte seconda), presente nell'album "Maledetti", qui denominato "Caos (II parte)" e diviso tra le due facciate a causa del minutaggio. Questa versione live del brano è una variazione estesa di quella in studio, ma il principio dietro l'esecuzione  è il medesimo: a ciascun musicista vengono dati cinque biglietti in ordine casuale, indicanti uno stato d'animo ("silenzio","ironia","sesso", "violenza","ipnosi") che egli interpreta improvvisando, seguendo quell'indicazione per sei minuti circa (meno di due minuti effettivi nella versione in studio) per poi cambiare biglietto.
La sequenza estratta dei biglietti per ogni musicista non è stata resa nota, né per la versione in studio né per quanto riguarda questa esecuzione milanese.
Il titolo del brano fa riferimento ad una parte seconda, perché gli Area chiamavano Caos il momento interattivo dei loro concerti in cui alcuni sensori del sintetizzatore di Tofani venivano consegnati al pubblico, il quale creava così un momento musicale autonomo e casuale, nel quale il gruppo successivamente si inseriva.
Event '76 è una improvvisazione conclusiva su un tema del brano scum, sempre da Maledetti (maudits).

## Tracce
Lato A
1. Caos  II parte (1) - 20.15

Lato B
1. Caos II parte (2) -  9.18
2. Event '76 -  9.27

## Formazione
- Patrizio Fariselli - piano, piano preparato
- Demetrio Stratos - voce
- Paolo Tofani - chitarra, sintetizzatore Tcherepnin

### Musicisti addizionali
- Steve Lacy - sax soprano
- Paul Lytton - percussioni

### Tecnici
- Abramo Pesatori - tecnico del suono
- Paolo Tofani - produttore
- Claudio Rocchi - produttore
- Gianni Sassi - art director
- Emilio Pedrinella - designer
- Roberto Masotti - fotografie
- Fabio Simion - fotografie
- Tony Thorimbert - fotografie